# Margaret River (vattendrag i Australien, Western Australia, lat -33,97, long 115,00)
Margaret River är ett vattendrag i Australien. Det ligger i delstaten Western Australia, omkring 240 kilometer söder om delstatshuvudstaden Perth.
I omgivningarna runt Margaret River växer i huvudsak blandskog. Runt Margaret River är det mycket glesbefolkat, med 3 invånare per kvadratkilometer. Genomsnittlig årsnederbörd är 1 147 millimeter. Den regnigaste månaden är maj, med i genomsnitt 198 mm nederbörd, och den torraste är februari, med 10 mm nederbörd.